# Luzilândia
Luzilândia est une municipalité brésilienne de l'État du Piauí. 
La localité est située sur la rive droite du rio Parnaíba. À l'origine elle était une ferme d'élevage connue sous le nom d'Estreito, fondée en 1870 par le portugais João Bernardino de Souza Vasconcelos. Cette même année la municipalité fut créée.
Elle se trouve à une latitude de 3° 27′ 28″ sud, une longitude de 42° 22′ 13″ ouest et une altitude de 30 mètres. Elle appartient à la microrégion du Baixo Parnaíba Piauiense, mesorégion du Norte Piauiense. 
Sa population était estimée en 2004 à 23 241 habitants.
Sa superficie est de 735,90 km2.